# Língua quenzi
Quenzi (kenzi), quenuzi (kenuzi) ou matoqui (mattokki) é uma língua núbia do Egito que é falada pelos maas, povo da região. É muito relacionada com a língua dongolaui, tanto que as duas já foram consideradas como dialetos de uma mesma língua, quenzi-dongolaui. Pesquisas mais recentes reconhecem que as duas são línguas bem distintas sem uma "particular relação genérica próxima."  Com o deslocamento populacional causado pela construção da Barragem de Assuã há comunidades de falantes no baixo Egito. Ahmed Sokarno Abdel-Hafi conduziu recentes pesquisas sobre a língua.